# Kanadische Unterhauswahl 1904
- Lib: 137
- Unabh.: 2
- Lib-Kon: 5
- Kons: 70

Die 10. kanadische Unterhauswahl (engl. 10th Canadian General Election, frz. 10e élection fédérale canadienne) fand am 3. November 1904 statt. Gewählt wurden 214 Abgeordnete des kanadischen Unterhauses (engl. House of Commons, frz. Chambre des Communes). Es waren nur in geringem Ausmaß Veränderungen im Wahlverhalten zu verzeichnen.

## Die Wahl
Premierminister Wilfrid Laurier führte die regierende Liberale Partei zum dritten Wahlsieg in Folge. Sowohl der Wähleranteil, der erneut über 50 % betrug, als auch die Sitzzahl konnten leicht erhöht werden. Die wiederum gemeinsam antretenden Konservativen und Liberal-Konservativen standen unter der Führung von Robert Borden. Doch auch dem neuen Vorsitzenden gelang es nicht, sich zu verbessern. Es resultierten schließlich geringe Stimmen- und Sitzverluste. Erstmals im Parlament vertreten war das im Jahr 1898 geschaffene Yukon-Territorium, das nicht mehr von Parlamentariern der Nordwest-Territorien repräsentiert wurde.
Die Wahlbeteiligung betrug 71,6 %.

## Ergebnisse

### Gesamtergebnis
| Partei | Partei                        | Vorsitzender    | Kandi- daten | Sitze 1900 | Sitze 1904 | +/− | Stimmen   | Wähler- anteil | +/−      |
| ------ | ----------------------------- | --------------- | ------------ | ---------- | ---------- | --- | --------- | -------------- | -------- |
|        | Liberale Partei               | Wilfrid Laurier | 208          | 128        | 137        | + 9 | 521.041   | 50,88 %        | + 0,63 % |
|        | Konservative Partei           | Robert Borden   | 199          | 069        | 070        | + 1 | 454.693   | 44,40 %        | + 1,18 % |
|        | Liberal-konservative Partei 1 | Robert Borden   | 006          | 010        | 005        | − 5 | 15.737    | 1,54 %         | − 1,34 % |
|        | Unabhängige                   |                 | 006          | 003        | 001        | − 2 | 10.205    | 1,45 %         | + 0,05 % |
|        | Unabhängige Konservative      |                 | 002          | 001        | 001        |     | 5.039     | 0,49 %         | − 0,57 % |
|        | nicht bekannt                 |                 | 013          |            |            |     | 11.659    | 1,14 %         | + 1,13 % |
|        | Labour Party                  |                 | 002          |            |            |     | 2.159     | 0,21 %         | − 0,10 % |
|        | Sozialistische Partei         |                 | 003          |            |            |     | 1.794     | 0,18 %         | + 0,18 % |
|        | Nationalisten                 |                 | 001          |            |            |     | 1.429     | 0,14 %         | + 0,14 % |
|        | Unabhängige Liberale          |                 | 003          | 001        |            | − 1 | 309       | 0,03 %         | − 0,48 % |
|        | Independent Labour            |                 |              | 001        |            | − 1 |           |                |          |
| Gesamt | Gesamt                        | Gesamt          | 443          | 213        | 214        | + 1 | 1.024.065 | 100,0 %        |          |

Übersicht der Provinzen und Territorien

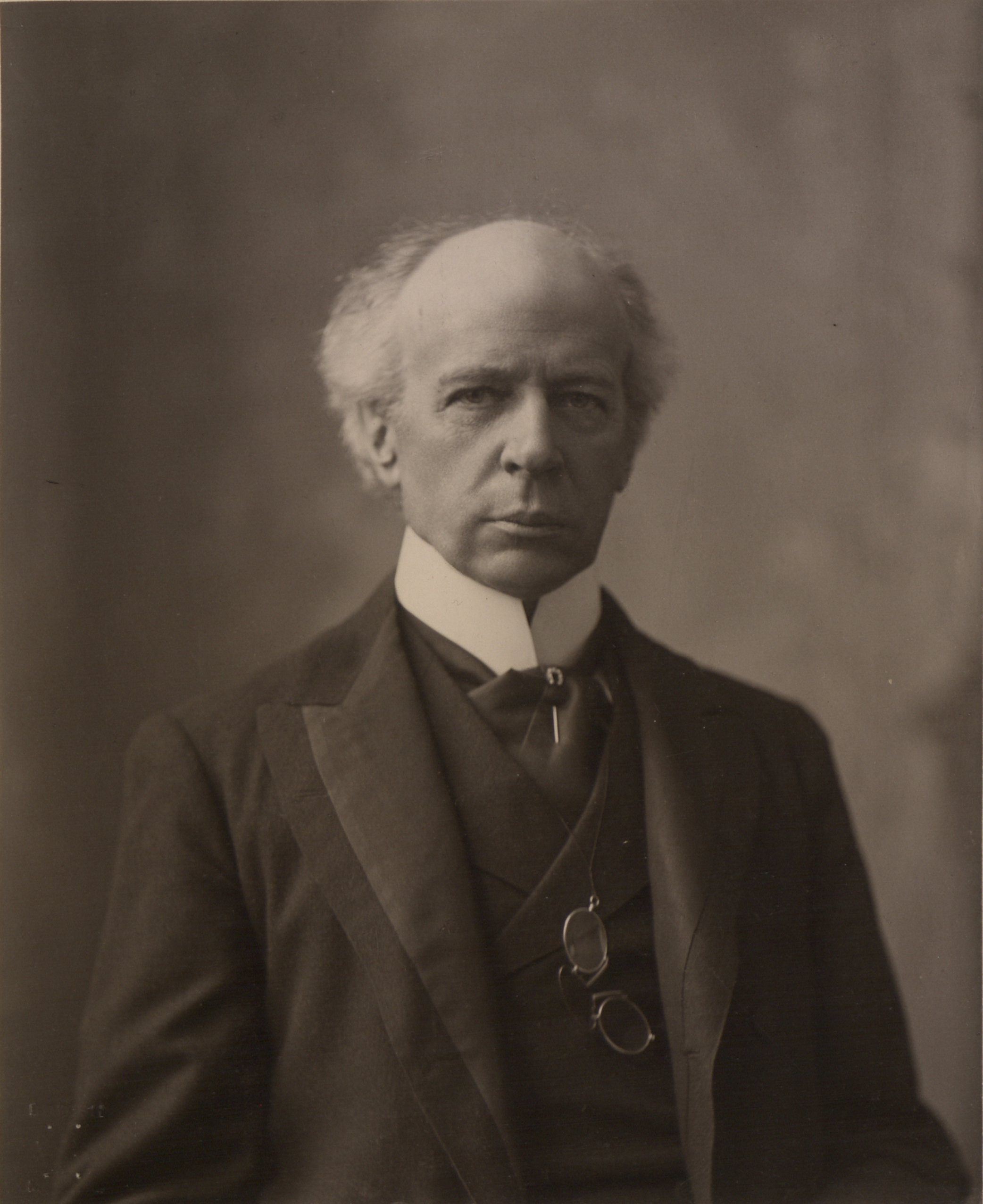
Wilfrid Laurier

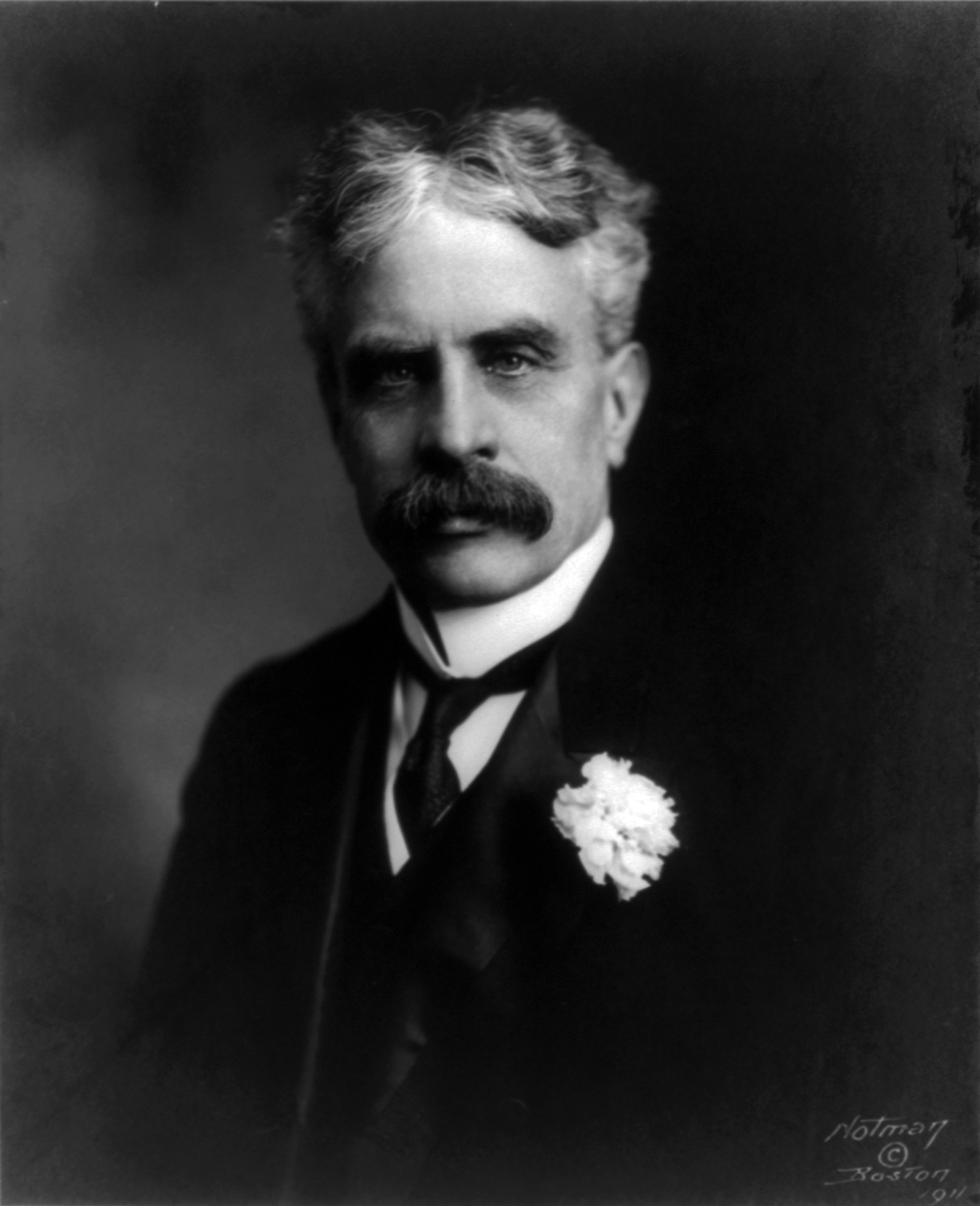
Robert Borden

1 Die Liberal-Konservativen bildeten zusammen mit den Konservativen eine Fraktion im Unterhaus

### Ergebnis nach Provinzen und Territorien
| Partei      | Partei                      | Partei      | BC   | NW   | MB   | ON   | QC   | NB   | NS   | PE   | YK   | Gesamt |
| ----------- | --------------------------- | ----------- | ---- | ---- | ---- | ---- | ---- | ---- | ---- | ---- | ---- | ------ |
|             | Liberale Partei             | Sitze       | 7    | 7    | 7    | 37   | 53   | 7    | 18   | 1    |      | 137    |
|             | Liberale Partei             | Anteil in % | 49,5 | 58,4 | 49,7 | 47,5 | 55,1 | 51,0 | 52,9 | 49,1 | 41,4 | 50,9   |
|             | Konservative Partei         | Sitze       |      | 2    | 3    | 44   | 12   | 5    | -    | 3    | 1    | 70     |
|             | Konservative Partei         | Anteil in % | 38,8 | 37,8 | 41,8 | 46,3 | 43,0 | 42,0 | 44,5 | 50,9 | 58,6 | 44,4   |
|             | Liberal-konservative Partei | Sitze       |      | 1    |      | 3    |      | 1    |      |      |      | 5      |
|             | Liberal-konservative Partei | Anteil in % |      | 3,8  |      | 2,1  |      | 6,8  |      |      |      | 1,5    |
|             | Unabhängige                 | Sitze       |      |      |      | 1    |      |      |      |      |      | 1      |
|             | Unabhängige                 | Anteil in % |      | 0,1  | 5,8  | 0,6  | 1,3  |      | 1,6  |      |      | 1,0    |
|             | Unabhängige Konservative    | Sitze       |      |      |      | 1    |      |      |      |      |      | 1      |
|             | Unabhängige Konservative    | Anteil in % |      |      |      | 1,2  |      |      |      |      |      | 0,5    |
|             | nicht bekannt               | Anteil in % | 4,6  |      |      | 2,4  | 0,1  |      |      |      |      | 1,1    |
|             | Labour Party                | Anteil in % |      |      | 2,7  | 0,7  |      |      | 0,8  |      |      | 0,2    |
|             | Sozialistische Partei       | Anteil in % | 7,1  |      |      |      |      |      |      |      |      | 0,2    |
|             | Nationalisten               | Anteil in % |      |      |      |      | 0,6  |      |      |      |      | 0,5    |
|             | Unabhängige Liberale        | Anteil in % |      |      |      | 0,1  |      | 0,2  | 0,1  |      |      | 0,1    |
| Sitze total | Sitze total                 | Sitze total | 7    | 10   | 10   | 86   | 65   | 13   | 18   | 4    | 1    | 214    |